# William Modibo
William Paul Modibo est un footballeur camerounais né le 18 mai 1979 à Ngaoundéré. Il évolue au poste de défenseur central. Il mesure 1,86 m pour 85 kg.

## Biographie
Au cours de sa carrière, William Modibo est amené à changer très souvent de club et de championnat.
On le retrouve ainsi au Portugal, au Koweit, en Chine, à Chypre... et même en Malaisie.
William Modibo joue notamment 229 matchs au Portugal où il inscrit 10 buts. Aujourd'hui, l'ancien joueur vedette de Trofense évolue au Laos sous les couleurs du Lanexang United.

## Palmarès
- Chinese Super League en 2009 avec le Beijing Hyundai